# Tomoplagia interrupta
Tomoplagia interrupta är en tvåvingeart som beskrevs av Prado, Norrbom och Lewinsohn 2004. Tomoplagia interrupta ingår i släktet Tomoplagia och familjen borrflugor. Inga underarter finns listade i Catalogue of Life.